# Minimal techno
Minimal techno er en minimalistisk undergenre af technomusik. Minimal techno menes oprindeligt at være udviklet i begyndelsen af 1990'erne af Robert Hood og Daniel Bell i Detroit. Andre velkendte musikere i genren inkluderer Plastikman og GAS, hvor den sidstnævnte inkorporerer ambientelementer i sin musik.